# Epectris conujaingensis
Epectris conujaingensis là một loài nhện trong họ Oonopidae.
Loài này thuộc chi Epectris. Epectris conujaingensis được Xing Xu miêu tả năm 1986.